# 애니콜 와이브로 스마트폰
애니콜 와이브로 스마트폰(Anycall WiBro Smartphone, SPM-M8100)는 삼성전자에서 2007년 3월 28일에 출시한 스마트폰이다.